# José Lezcano
José Lezcano (Puerto Armuelles, Chiriquí, 20 de abril de 1985) es un jockey panameño de carreras de caballos pura sangre. Monta  en Nueva York en primavera, verano y otoño y pasa el invierno en Florida. Tuvo su gran oportunidad llegó en 2008, cuando ganó una carrera de la Copa Breeders .

## Carrera
Lezcano asistió a la Escuela de Jockey Laffit Pincay en su Panamá natal antes de mudarse a los EE. UU. en enero de 2003 y lanzar su carrera en Gulfstream Park, donde obtuvo su primera victoria en marzo de 2004 a bordo de Cloudy Gray. Pasó su primera temporada en Monmouth en 2005, terminando quinto en la clasificación general. En 2008, José Lezcano ganó con su primera y única montura de la Breeders' Cup, Maram, en la edición inaugural de la Breeders' Cup Juvenile Fillies Turf . La victoria también fue la primera en la Copa Breeders para el entrenador Chad Brown y los propietarios Karen Woods y Saud bin Khaled, quienes estaban iniciando como corredor de la Copa Breeders por primera vez. Las mejores monturas para 2009 incluyeron Eaton's Gift (G2 Smile Sprint Handicap), Not for Silver (G2 Carry Back Stakes), Cosmonaut (G3 Fort Marcy Stakes), I Lost My Choo (G3 Honey Fox Stakes), Buddy's Humor (G3 Pan American Stakes). ) y Ballymore Lady (G3 Endeavour Stakes). Disfrutó de un año de carrera en 2008, que fue su gran oportunidad, reemplazando al eterno líder Joe Bravo como el piloto líder en Monmouth Park Racetrack con 141 victorias, y luego tomó la temporada de otoño de 2008 en Meadowlands Racetrack. Llevó ese impulso a la competencia de Gulfstream Park de 2009 y también obtuvo un título de piloto líder allí con 71 victorias. El agente Jason Beides sostiene su libro. José Lezcano empató un récord en Monmouth Park el 22 de junio de 2008, montando a seis ganadores, incluido Coli Bear en el Blue Sparkler Stakes, en una tarjeta.Montó a Diputado Glitters, su primer contendiente a la Triple Corona, hasta el octavo lugar en la edición de 2006 del G1 Kentucky Derby. Ocupó el puesto 12 a bordo del Visionaire en 2008. Quedó segundo en el Derby de Kentucky de 2010 en Ice Box.Ganó el título de equitación de 2006 en The Meadowlands y llevó ese éxito a Florida, donde ganó el título de equitación de Tampa Bay Downs, la misma temporada que capturó el G3 Tampa Bay Derby con Diputado Glitters. Más recientemente, montó al actual Caballo del Año, Wise Dan, hacia la victoria en la Breeders' Cup Mile 2013 como reemplazo a mitad de cartel del jockey habitual del caballo, John Velázquez, quien fue hospitalizado después de una caída en la carrera de Juvenile Fillies.